# Alagoa
Alagoa là một đô thị thuộc bang Minas Gerais, Brasil. Đô thị này có diện tích 161,555 km², dân số năm 2007 là 2825 người, mật độ 17,5 người/km².